# Аліса Гудмен
Аліса Енн Гудмен (нім. Alyssa Ann Goodman) — професорка прикладної астрономії в Гарвардському університеті, співдиректор з науки Інституту передових досліджень Редкліффа, науковий співробітник Смітсонівського інституту та директор-засновник Гарвардської ініціативи з інноваційних обчислень.

## Біографія
Аліса Гудмен народилась в Нью-Йорк. Навчалась в середній школі Геррікс в селищі Нью-Гайд-парк Лонг-Айленді.
1984 року вона отримала ступінь бакалавра в Массачусетському технологічному інституті, захистивши під керівництвом Чарльза Алкока дипломну роботу про орієнтацію зерен міжзоряного пилу в молекулярних хмарах.
1989 року вона отримала ступінь доктора філософії з фізики в Гарвардському університеті з дисертацією про спостереження міжзоряних магнітних полів.
Гудмен працює в Гарвард-Смітсонівському астрофізичному центрі, вивчаючи щільний міжзоряний газ і зореутворення.

## Відзнаки
- Премія Американського астрономічного товариства імені Н. Лейсі Пірса від Американського астрономічного товариства (1997)
- Премія Бока, Гарвард (1998)
- Вчений року Гарвардського фонду 2015[4][5]
- Почесний член (Legacy Fellow) Американського астрономічного товариства (2020)[6]